# Cornel Cornea
Cornel Cornea (n. 28 iulie 1981, Beclean, Bistrița-Năsăud) este un fotbalist român care este legitimat la echipa Rapid CFR Suceava.